# Hromiwka (Rżawynci)

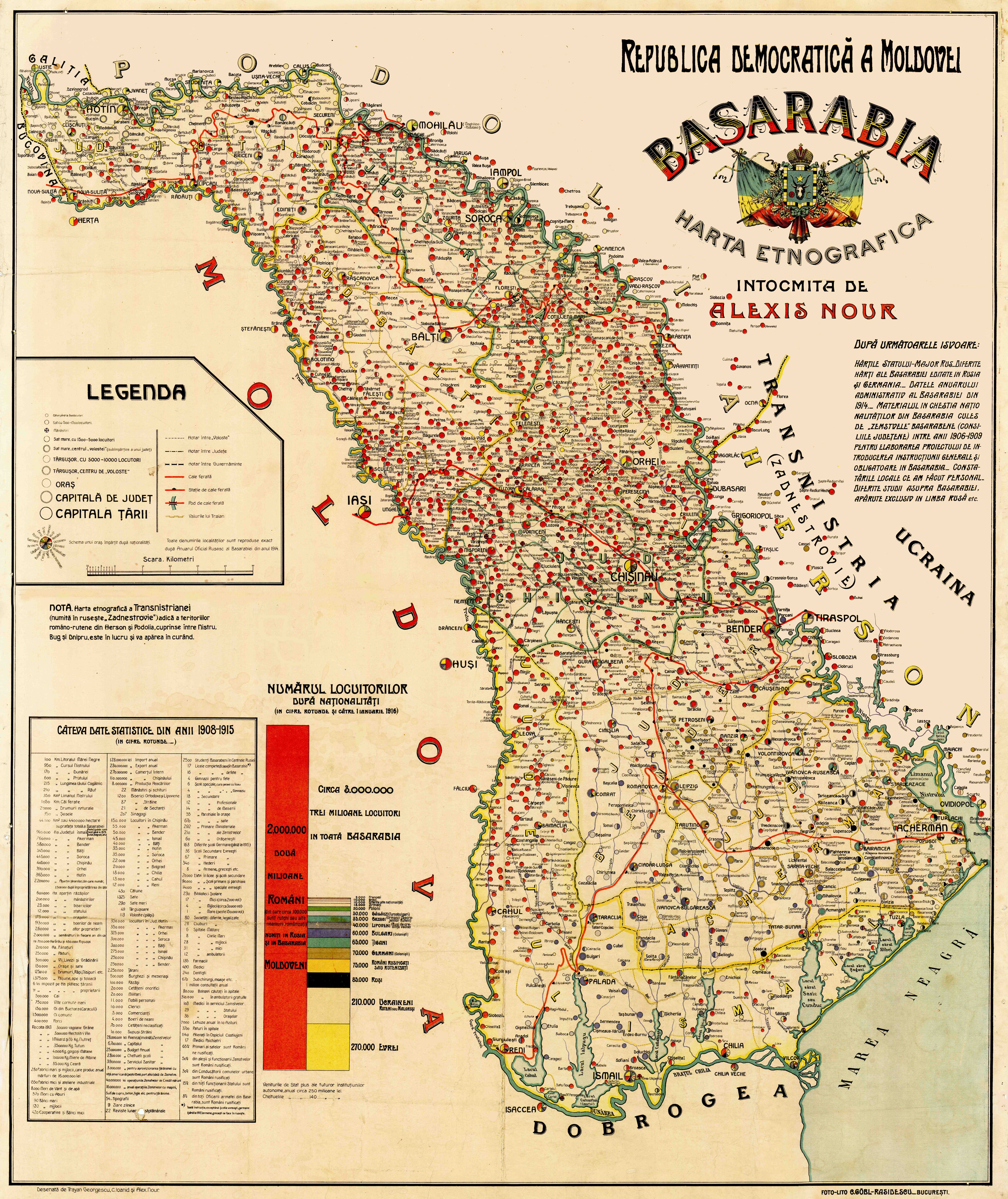
Mapa etnograficzna Besarabii z 1919

Hromiwka (ukr. Громівка) – część wsi Rżawynci na Ukrainie, w obwodzie czerniowieckim, w rejonie czerniowieckim, w hromadzie Jurkiwci.
Do 1946 roku miejscowość nosiła nazwę Hremeszty (ukr. Гремешти; rum. Grimești).
W XIX i na początku XX wieku wieś należała do guberni besarabskiej, do ujezdu chocimskim. Na zachód od wsi na rzece Ramneć biegła granica Austro-Węgier z Rosją. W latach 1917–1918 wieś znajdowała się na terytorium Mołdawskiej Republiki Demokratycznej, a następnie Królestwa Rumunii.
Wiosną 1915 roku w okolicy miejscowości toczyły się walki II Brygady Legionów Polskich z Rosjanami. 10 maja 1915 roku polegli tu następujący legioniści: Piotr Bachmatiuk, Tadeusz Bobak, Franciszek Bubiak, Piotr Gaik (Caik lub Goik), Władysław Cziszczonik, Andrzej Czumpała, Karol Joachimski, Antoni Kuzima, Edward Obalt, Jan Siemionka, Franciszek Sztark (Starpl), Gustaw Tanenbaum, Armin Tauser, Eugeniusz Wagner i Kazimierz Wojdyła.
W 1930 roku miejscowość liczyła 685 mieszkańców. W 1941 roku wieś zamieszkana była przez 754 osoby i znajdowało się w niej 195 budynków. 